# SN 1901B
SN 1901B是M100中一颗距离地球5,250万光年的超新星，它位于后发座的一个旋涡星系中。